# Bahnhof Warna

Der Bahnhof Warna (bulgarisch Варна, international Varna) ist der zentrale Personenbahnhof der am Schwarzen Meer gelegenen Hafenstadt Warna in Bulgarien.

## Lage
Der Bahnhof befindet sich südlich des Stadtzentrums in unmittelbarer Nähe der Hafenanlagen. Das Empfangsgebäude umschließt die Stumpfgleise auf der Ost- und Nordseite.

## Geschichte
Der Bahnhof wurde 1866 mit Eröffnung des Streckenabschnittes Russe–Warna in Betrieb genommen. Das heutige Empfangsgebäude wurde zwischen 1908 und 1925 errichtet, den Turm des Gebäudes schmückt eine in Deutschland gefertigte Uhr. Zwischen 1883 und 1885 war Warna auch Station des Orient-Expresses.

## Anlagen
Der Bahnhof besitzt vier vom Querbahnsteig ausgehende Zungenbahnsteige mit jeweils zwei Bahnsteiggleisen. Der zweite Bahnsteig sowie der Querbahnsteig sind überdacht.

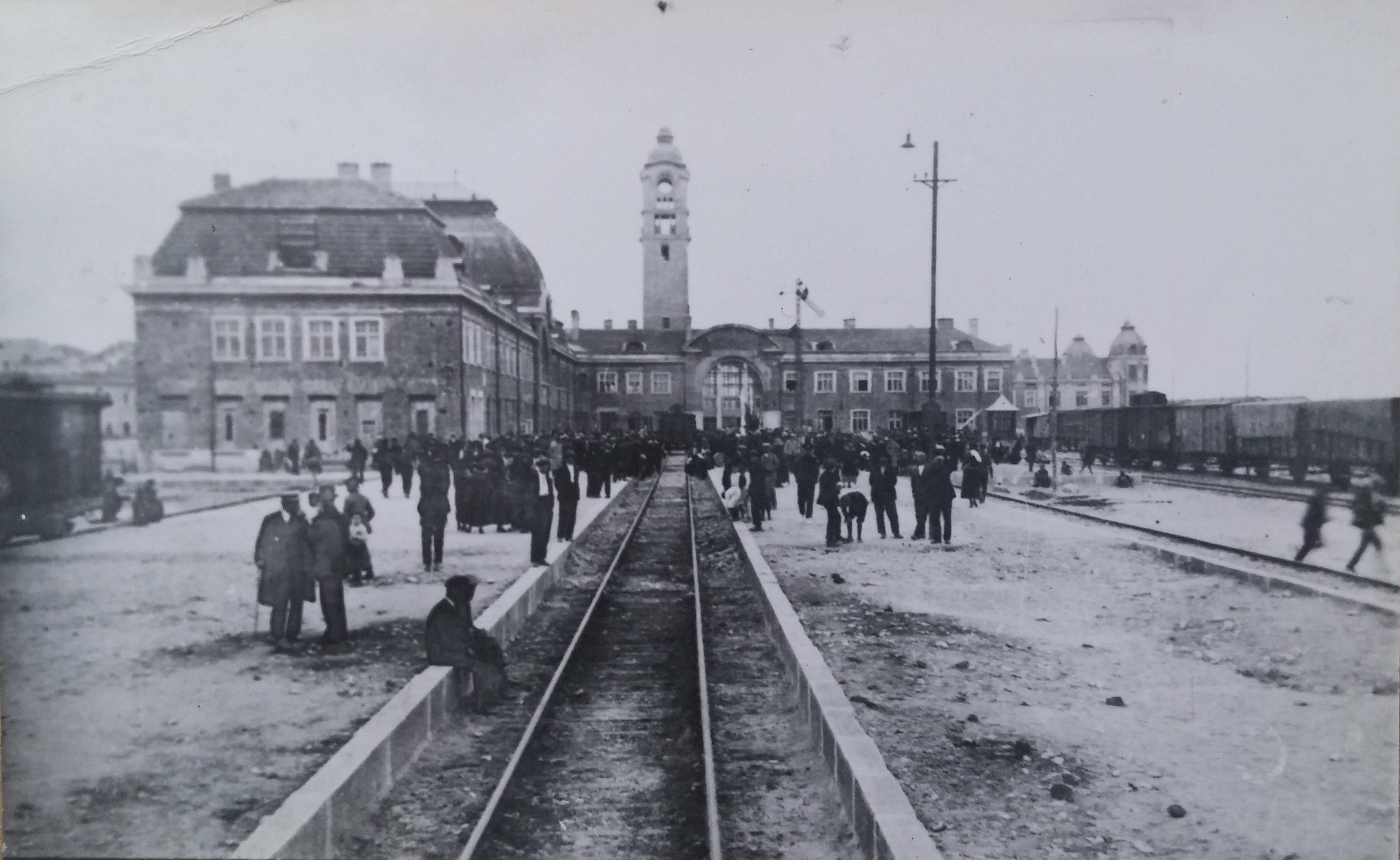
Bahnhofsansicht von 1914
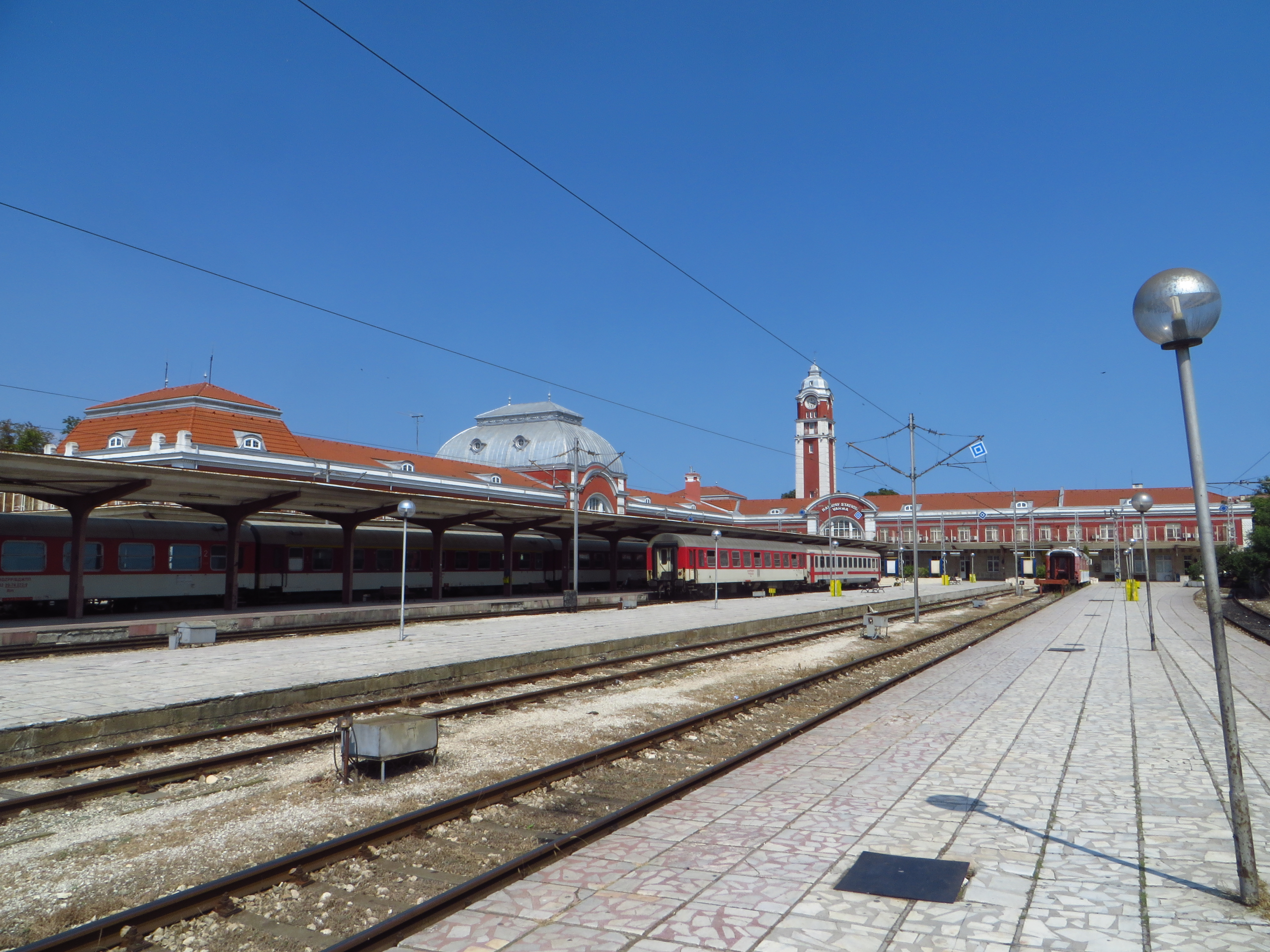
Blick über die Bahnsteige (2017)
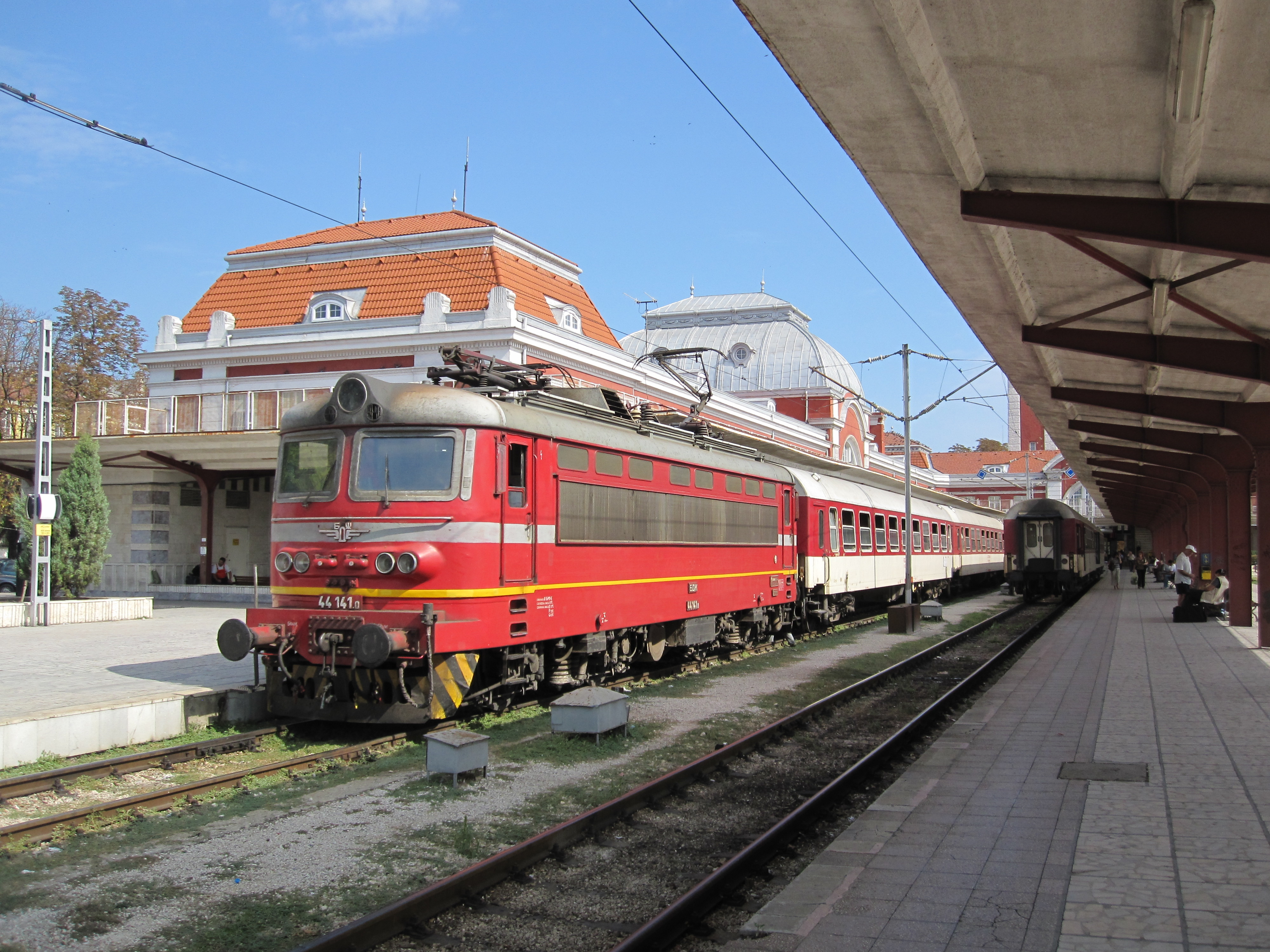
Reisezug nach Karnobat (2012)
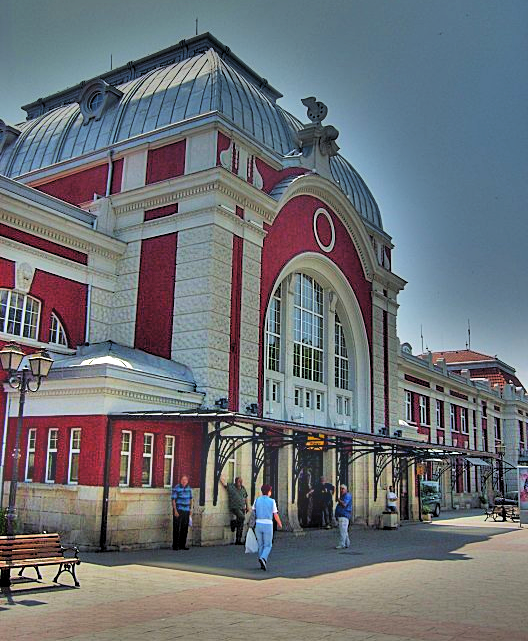
Empfangsgebäude, Haupteingang (2008)
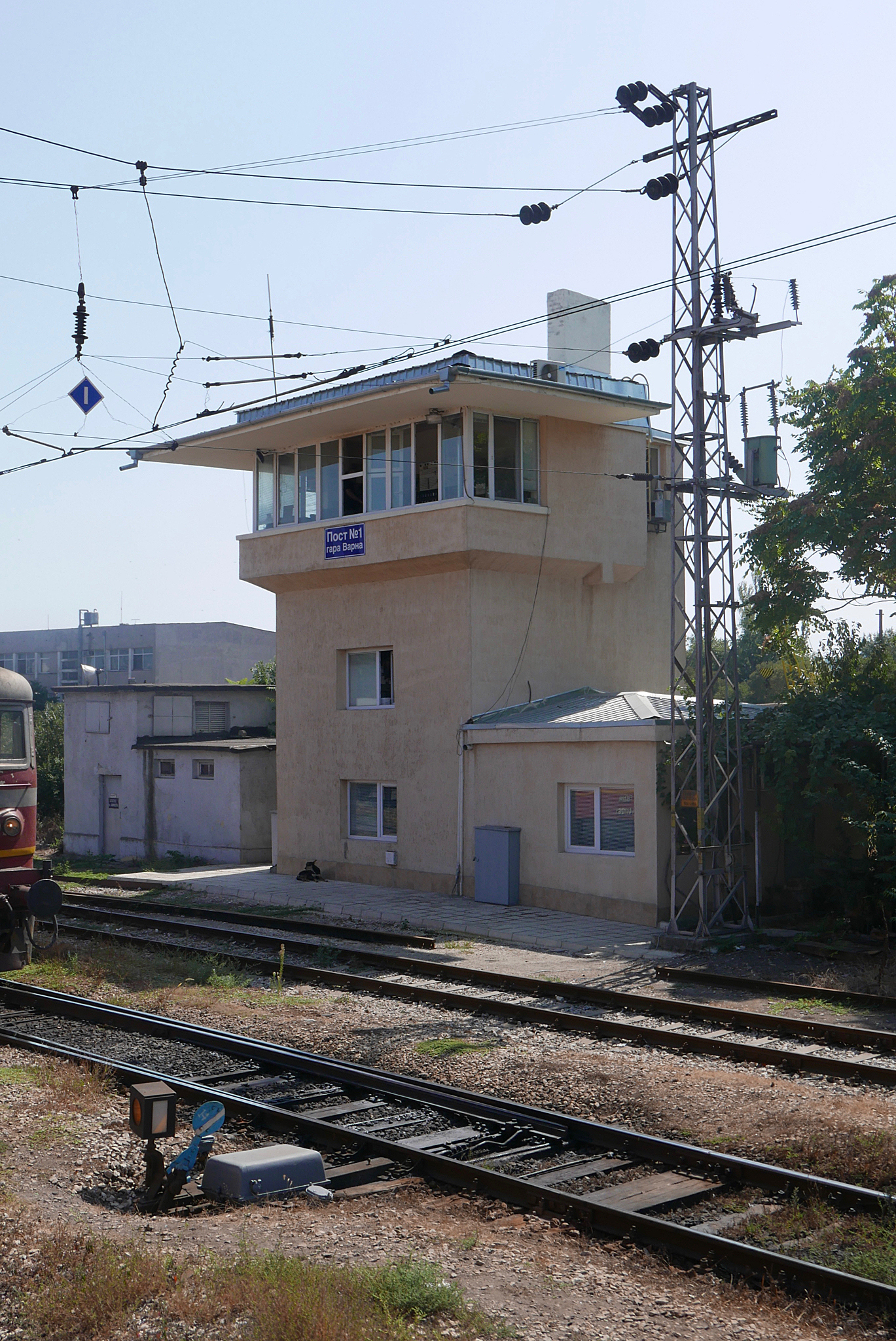
Stellwerk 1 (2016)